# Liste der Kulturgüter in Bachs
Die Liste der Kulturgüter in Bachs enthält alle Objekte in der Gemeinde Bachs im Kanton Zürich, die gemäss der Haager Konvention zum Schutz von Kulturgut bei bewaffneten Konflikten, dem Bundesgesetz vom 20. Juni 2014 über den Schutz der Kulturgüter bei bewaffneten Konflikten sowie der Verordnung vom 29. Oktober 2014 über den Schutz der Kulturgüter bei bewaffneten Konflikten unter Schutz stehen.
Objekte der Kategorie A sind im Gemeindegebiet nicht ausgewiesen, Objekte der Kategorie B sind vollständig in der Liste enthalten, Objekte der Kategorie C fehlen zurzeit (Stand: 1. Januar 2023). Unter übrige Baudenkmäler sind weitere geschützte Objekte zu finden, die im Verzeichnis der Objekte von überkommunaler Bedeutung der kantonalen Denkmalpflege zu finden und nicht bereits in der Liste der Kulturgüter enthalten sind.

## Kulturgüter
| Foto |                                                               | Objekt                                                                       | Kat. | Typ | Standort                      | Beschreibung |
| ---- | ------------------------------------------------------------- | ---------------------------------------------------------------------------- | ---- | --- | ----------------------------- | ------------ |
| ja   | Datei hochladen · Wikidata zu Grottenburg Hohfluh (Q29932470) | Hohflue / Balmburg, mittelalterliche Burgstelle KGS-Nr.: 12509               | B    | F   | Hohflue 673401 / 266160       |              |
| ja   | Datei hochladen · Wikidata zu Reformierte Kirche (Q18609766)  | Reformierte Kirche und Pfarrhaus mit Waschhaus und Holzschopf KGS-Nr.: 16575 | B    | G   | Chilegass 2–4 675356 / 264294 |              |

## Übrige Baudenkmäler
| ID       | Foto |                 | Objekt                              | Kat.   | Typ | Standort                                 | Beschreibung |
| -------- | ---- | --------------- | ----------------------------------- | ------ | --- | ---------------------------------------- | ------------ |
| 08100035 | ja   | Datei hochladen | Ehemaliger Wirtshauskeller          | B reg. | G   | bei Bachsertalstrasse 40 675612 / 264403 |              |
| 08100033 |      | Datei hochladen | Ehemaliges Bauernhaus               | C      | G   | Bachsertalstrasse 40 675600 / 264387     |              |
| 08100039 |      | Datei hochladen | Ehemaliges Bauernhaus               | C      | G   | Oberdorfstrasse 4 675632 / 264378        |              |
| 08100043 |      | Datei hochladen | Wohnhaus                            | C      | G   | Oberdorfstrasse 10 675667 / 264403       |              |
| 08100057 |      | Datei hochladen | Ehemaliges Bauernhaus               | C      | G   | Oberdorfstrasse 17 675575 / 264506       |              |
| 08100061 | ja   | Datei hochladen | Hofgruppe Widem, Wagenschopf        | B reg. | G   | bei Widemstrasse 8 675507 / 264492       |              |
| 08100062 | ja   | Datei hochladen | Hofgruppe Widem, Bauernhaus         | B reg. | G   | Widemstrasse 8 675491 / 264519           |              |
| 08100063 | ja   | Datei hochladen | Hofgruppe Widem, Speicher           | B reg. |     | bei Widemstrasse 8 675461 / 264530       |              |
| 08100079 |      | Datei hochladen | Bauernhaus                          | C      | G   | Bachsertalstrasse 30 675547 / 264416     |              |
| 08100086 |      | Datei hochladen | Speicher                            | C      | G   | bei Bachsertalstrasse 30 675516 / 264444 |              |
| 08100125 |      | Datei hochladen | Bauernhaus                          | C      | G   | Neumühle 125 674178 / 265413             |              |
| 08100137 |      | Datei hochladen | Bauernhaus                          | C      | G   | Hueb 6 673684 / 265680                   |              |
| 08100151 |      | Datei hochladen | Bauernhaus, Umbau Altbauteil 1996   | C      | G   | Bachsertalstrasse 26 675501 / 264409     |              |
| 08100171 | ja   | Datei hochladen | Thalmühle, Scheune                  | B reg. | G   | Thalmühle 5a 673235 / 265802             |              |
| 08100172 | ja   | Datei hochladen | Thalmühle, Wohnhaus/ehemalige Mühle | B reg. | G   | Thalmühle 5 673216 / 265814              |              |
| 08100174 | ja   | Datei hochladen | Thalmühle, Speicher                 | B reg. | G   | Thalmühle 9 673198 / 265804              |              |
| 08100181 | ja   | Datei hochladen | Bauernhaus                          | C      | G   | Rüebisberg 10 672912 / 265644            |              |
| 08100189 | ja   | Datei hochladen | Ehemaliges Bauernhaus               | C      | G   | Rüebisberg 6 672973 / 265478             |              |
| 08100222 |      | Datei hochladen | Bauernhaus Birkenhof                | C      | G   | Mulflen 18 674088 / 264648               |              |
| 08100228 |      | Datei hochladen | Bauernhaus                          | C      | G   | Mulflen 7 674182 / 264626                |              |
| 08100238 |      | Datei hochladen | Ehemaliges Bauernhaus               | C      | G   | Mulflen 3–5 674243 / 264634              |              |
| 08100255 |      | Datei hochladen | Ehemaliges Kleinbauernhaus          | C      | G   | Bungertweg 3 675085 / 264191             |              |
| 08100294 |      | Datei hochladen | Bauernhaus                          | C      | G   | Chilegass 6–8 675323 / 264235            |              |
| 08100297 | ja   | Datei hochladen | Reformiertes Pfarrhaus              | B reg. | G   | Chilegass 4 675329 / 264275              |              |
| 08100298 |      | Datei hochladen | Pfarrhaus, Waschhaus                | B reg. | G   | bei Chilegass 4 675318 / 264285          |              |
| 08100299 | ja   | Datei hochladen | Holzschopf mit Kirchgemeindearchiv  | B reg. | G   | bei Chilegass 4 675342 / 264282          |              |
| 08100301 |      | Datei hochladen | Gemeindehaus                        | C      | G   | Gmeindhusweg 8 675371 / 264275           |              |
| 08100305 |      | Datei hochladen | Ehemaliges Bauernhaus               | C      | G   | Gmeindhusweg 12 675375 / 264229          |              |
| 08100321 |      | Datei hochladen | Ehemalige Trotte                    | C      | G   | Poststrasse 19 675379 / 264192           |              |
| 08100328 | ja   | Datei hochladen | Doppelbauernhaus, Hausteil 1+2      | B reg. | G   | Hodleterstrasse 2 675389 / 264111        |              |
| 08100345 |      | Datei hochladen | Neuhof, Wohnhaus mit Restaurant     | C      | G   | Sternenstrasse 28–30 675501 / 264091     |              |

Legende: Im Wesentlichen siehe Legende der Liste der Kulturgüter von nationaler und regionaler Bedeutung, mit folgenden Ausnahmen:
- Anstelle der KGS-Nummer wird als Objekt-Identifikator (ID) die Inventarnummer im Verzeichnis der Objekte von überkommunaler Bedeutung des kantonalen Denkmalschutzamtes verwendet.
- Bei den Kategorien wird wie folgt unterschieden: B kant. = Objekt von kantonaler Bedeutung (Kanton Zürich); B reg. = Objekt von regionaler Bedeutung (Kanton Zürich).